# Herľany
Herľany (maďarsky Ránkfüred, Herlány, německy Herlein, Rank-Herlein, Bad Rank) jsou obec na Slovensku v okrese Košice-okolí. Herľany se nacházejí 28 km severovýchodně od Košic na úpatí Slanských vrchů. Žije zde 286 obyvatel. Rozloha obce činí 9,91 km²a obec se nachází v nadmořské výšce 365 metrů.

## Historie

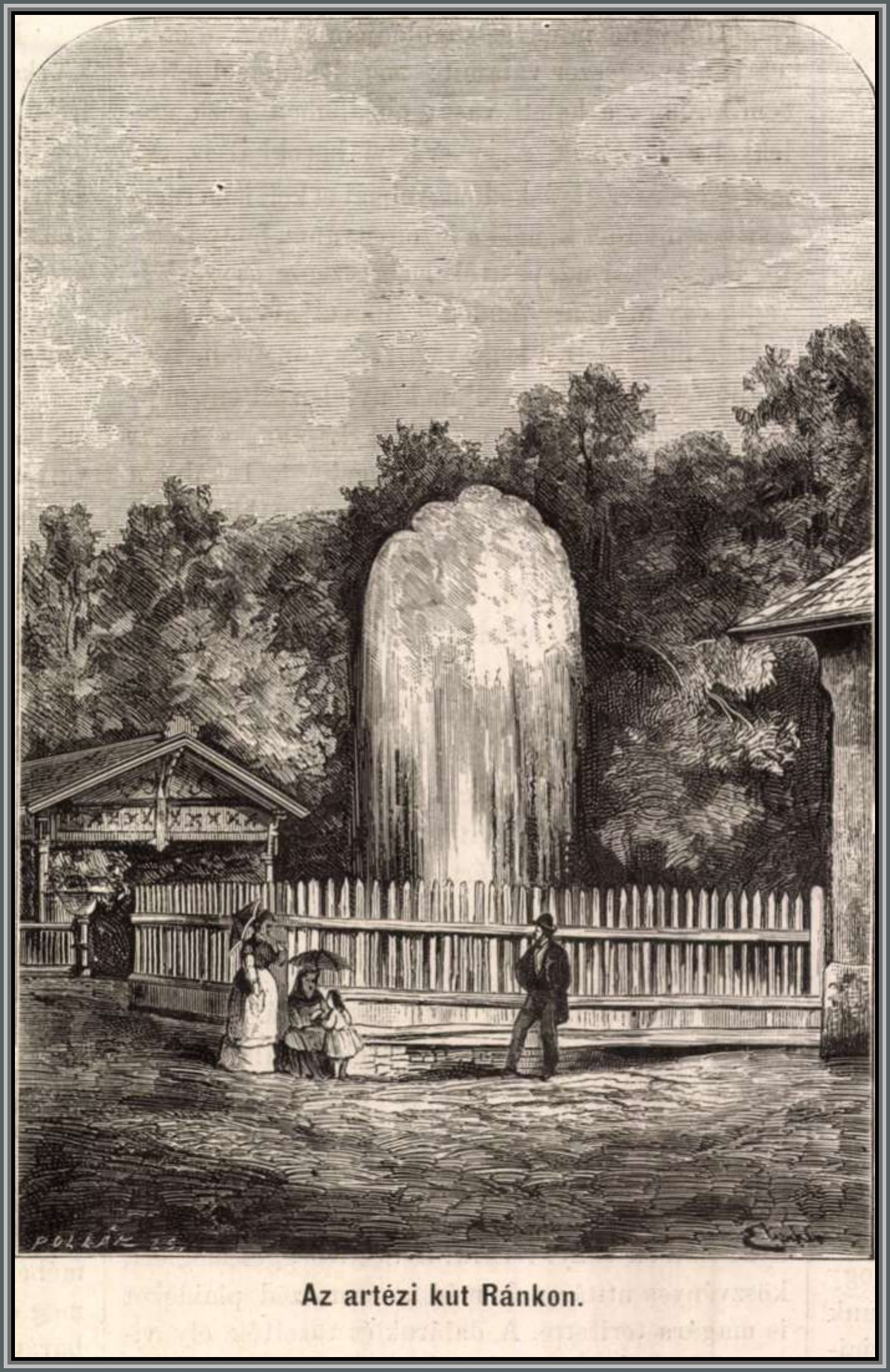
Historická podoba herľanského vřídla

První písemná zmínka o obci pochází z roku 1487. V obci se nachází herlianský gejzír, který v současnosti stříká až do výšky 20 metrů. Také se zde nachází kaple svatého Petra a Pavla či soubor lázeňských domů, jelikož v novověku byla obec lázeňským městem. Herľany byly původně součástí katastru obce Rankovce (maďarsky Ránk), a proto bývaly též  maďarsky označovány Rank-herlányi fürdö, Rank-füred nebo dvojjazyčně  Rankfürdo – Rankovské kúpele.